# Wybory parlamentarne w Australii w 1903 roku
Wybory parlamentarne w Australii w 1903 roku odbyły się w dniu 16 grudnia. Były drugimi wyborami federalnymi od powstania Związku Australijskiego. Przedmiotem głosowania była obsada wszystkich 75 miejsc w Izbie Reprezentantów oraz 19 miejsc w Senacie. Zasady wyborów nie uległy poważniejszym zmianom i obie izby wyłaniano z zastosowaniem ordynacji większościowej. Największe novum polegało na tym, iż we wszystkich stanach w wyborach do izby niższej głosowano w jednomandatowych okręgach wyborczych (w 1901 takie rozwiązanie zastosowano tylko w niektórych spośród nich).
Wybory przyniosły osłabienie obu najsilniejszych dotąd partii - rządzącej Partii Protekcjonistycznej oraz stanowiącej w poprzedniej kadencji główne ugrupowanie opozycyjne Partii Wolnego Handlu. Poważnie wzmocniona została natomiast Australijska Partia Pracy (ALP). W efekcie powstał parlament podzielony między trzy partie o podobnej sile, z których żadna nie była w stanie samodzielnie rządzić. Skutkiem była bardzo duża niestabilność australijskiej sceny politycznej przez cały czas drugiej kadencji Izby Reprezentantów. W ciągu trzech lat jej trwania, kraj miał aż cztery gabinety. Trzy z nich - odziedziczony po poprzednim parlamencie pierwszy gabinet Alfreda Deakina, gabinet Chrisa Watsona i drugi gabinet Alfreda Deakina - opierały się na bardzo kruchej i burzliwej, nieformalnej współpracy protekcjonistów i ALP. W okresie silnego skonfliktowania tych ugrupowań w latach 1904-05, mniejszościowy gabinet George’a Reida tworzyła Partia Wolnego Handlu.
Czwartym ugrupowaniem, któremu udało się wprowadzić do parlamentu swoich przedstawicieli, choć tylko po jednym w każdej izbie, była efemeryczna Revenue Tariff Party, grupująca kilku polityków znanych ze stanowej sceny politycznej Tasmanii. Wkrótce po wyborach obaj jej reprezentanci wstąpili do frakcji parlamentarnej Partii Wolnego Handlu, co oznaczało faktyczny koniec partii.

## Wyniki

### Izba Reprezentantów
Australijska Partia Pracy: 22 
     Partia Protekcjonistyczna: 26 
     Revenue Tariff Party: 1 
     niezrzeszeni: 2 
     Partia Wolnego Handlu: 24 
W wyborach do Izby Reprezentantów obsadzano wszystkie 75 mandatów. 
| Partia                    | % głosów | % głosów | uzyskane mandaty | uzyskane mandaty |
| Partia                    | wynik    | zmiana   | wynik            | zmiana           |
| ------------------------- | -------- | -------- | ---------------- | ---------------- |
| Partia Wolnego Handlu     | 34,37    | +4,33    | 24               | -4               |
| Australijska Partia Pracy | 30,95    | +15,20   | 23               | +8               |
| Partia Protekcjonistyczna | 29,70    | -7,05    | 26               | -5               |
| Revenue Tariff Party      | 0,49     | +0,49    | 1                | +1               |
| niezależni                | 4,49     | b.d.     | 2                | 0                |

### Senat
Australijska Partia Pracy: 14 
     Partia Protekcjonistyczna: 8 
     Revenue Tariff Party: 1 
     niezrzeszeni: 1 
     Partia Wolnego Handlu: 12 
W wyborach do Senatu obsadzano 19 z 36 mandatów. 
| Partia                    | % głosów | % głosów | mandaty         | mandaty           | mandaty |
| Partia                    | wynik    | zmiana   | uzyskane w 1903 | posiadane łącznie | zmiana  |
| ------------------------- | -------- | -------- | --------------- | ----------------- | ------- |
| Partia Wolnego Handlu     | 34,33    | -5,11    | 4               | 12                | -5      |
| Australijska Partia Pracy | 29,76    | +16,25   | 10              | 14                | +6      |
| Partia Protekcjonistyczna | 17,53    | -27,33   | 3               | 8                 | -3      |
| Revenue Tariff Party      | 0,88     | +0,88    | 1               | 1                 | +1      |
| niezależni                | 12,74    | b.d.     | 1               | 1                 | +1      |

## Wyniki w okręgach

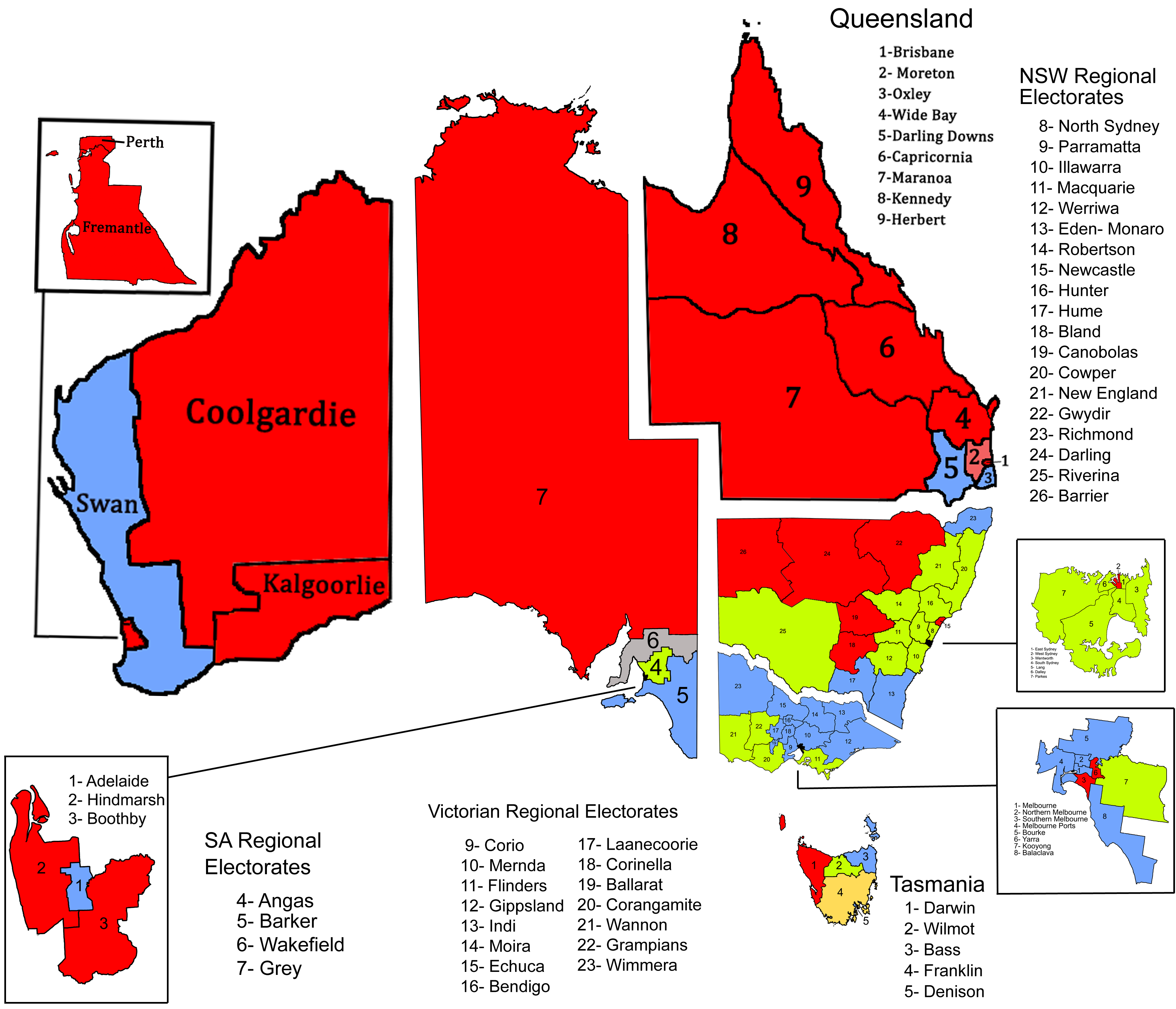
Wyniki wyborów do Izby Reprezentantów według okręgów wyborczych (klucz kolorystyczny partii jak na wykresach powyżej)